# Erwin von Witzleben
Job-Wilhelm Georg Erwin von Witzleben (Breslau, 4 december 1881 – Berlijn, 8 augustus 1944) was een Duits generaal-veldmaarschalk tijdens de Tweede Wereldoorlog die deelnam aan het complot van 20 juli 1944.
Na de Eerste Wereldoorlog bleef Von Witzleben in de Reichswehr, het leger van de Weimarrepubliek. In 1927 was hij opgeklommen tot de rang van luitenant-kolonel. In 1931 werd hij tot kolonel bevorderd.
Op 1 februari 1934 werd hij in de Wehrmacht tot Generalmajor en in 1936 tot General der Infanterie (Generaal der Infanterie) bevorderd.
Von Witzleben was vanaf het begin tegen de machtsovername van de nazi's in 1933. Zo eiste hij een onderzoek naar de moord op Ferdinand von Bredow en Kurt von Schleicher tijdens de Nacht van de Lange Messen. Deze openlijke kritiek op Adolf Hitler had tot gevolg dat Von Witzleben gedwongen werd vervroegd met pensioen te gaan. Zijn pensioen werd echter snel weer ingetrokken toen Hitler zijn oorlogsplannen begon te ontwerpen.
Na de succesvolle invasie van Frankrijk werd Von Witzleben op 19 juli 1940 tot Generaal-veldmaarschalk bevorderd. In 1941 werd hij benoemd tot opperbevelhebber van de westelijke troepen. In 1942 moest hij een tweede maal vervroegd met pensioen. De officiële reden zou zijn gezondheid zijn, maar de openlijke kritiek van Von Witzleben op Operatie Barbarossa droeg er ongetwijfeld aan bij.
In 1944 werd Von Witzleben door Claus Schenk von Stauffenberg gecontacteerd om deel te nemen aan een staatsgreep en complot tegen Hitler. Von Witzleben stemde in. Volgens de plannen van von Stauffenberg zou Von Witzleben opperbevelhebber van de Wehrmacht zijn geworden. Het complot faalde echter en Von Witzleben werd gearresteerd. Op 7 augustus werd hij voor het Volksgerichtshof ter dood veroordeeld. Tijdens het proces werd hij door rechtbankpresident Roland Freisler honds behandeld. Hij moest een riemloze, flodderige broek dragen waarop Freisler brulde: "Jij vieze oude vent! Zit niet zo aan je broek te frunniken!" De straf werd de volgende dag uitgevoerd door ophanging met een dun henneptouw aan een vleeshaak. De executie werd gefilmd zodat Hitler die achteraf kon bekijken. Getuigen spreken elkaar echter tegen over de vraag of Hitler de film ook heeft bekeken.

## Militaire loopbaan[9]
- Leutnant: 22 maart 1901[2] (met benoemingsakte van 22 juni 1901)[5][10][11]
- Oberleutnant: 22 maart 1901[5][10]
- Hauptmann: 1919[5][10][2]
- Major: 1 april 1923[5][10][11][2]
- Oberstleutnant i.G.: 1 januari 1929[5][10][11][2]
- Oberst i.G.: 1 april 1931[5][10][2]
- Generalmajor: 1 februari 1934[5][10][11][2]
- Generalleutnant: 1 december 1934[5][10][11][2]
- General der Infanterie: 1 oktober 1936 (met benoemingsakte van 1 maart 1936)[5][10][11][2]
- Generaloberst: 1 november 1939[3][5][10][11][2]
- Generalfeldmarschall: 19 juli 1940[3][5][10][11][2]

## Decoraties[9]
Selectie:
- Ridderkruis van het IJzeren Kruis op 24 juni 1940 als Generaloberst en Opperbevelhebber van het 1e Leger[3][10]
- IJzeren Kruis 1914, 1e en 2e Klasse[3][10][12]
- Gewondeninsigne 1918[10][11][12]
- Herhalingsgesp bij IJzeren Kruis 1939, 1e en 2e Klasse[3][10][11]
- Erekruis voor Frontstrijders in de Wereldoorlog[10] - 1934[11]
- Orde van Militaire Verdienste (Beieren), 4e Klasse met Zwaarden[11][12]
- Hanseatenkruis van Hamburg[10][12] - 1917[11]
- Erekruis voor Militaire Dienst in het Buitenland met Zwaarden en Kroon[11][12]
- Onderscheiding voor Trouwe Dienst (Pruisen)[5]
- Hospitaalorde van Sint-Jan (balije Brandenburg)[5][11]
  - Rechtsridder
- Dienstonderscheiding van Leger en Marine voor (25 dienstjaren)
  - met Eikenloof (40 dienstjaren)[5][11]